# Przeciwciała przeciwjądrowe
Przeciwciała przeciwjądrowe (ang. anti-nuclear antibodies, ANA) – przeciwciała skierowane przeciwko składnikom jądra komórkowego, takim jak DNA, histony, rybonukleoproteiny, RNA jąderkowe, białka niehistonowe i mają znaczenie diagnostyczne w rozpoznawaniu układowych chorób tkanki łącznej, takich jak toczeń rumieniowaty układowy, twardzina, zapalenie skórno-mięśniowe i inne.
Przeciwciała przeciwjądrowe mogą również występować w innych przypadkach, jednak według obecnego stanu wiedzy medycznej nie mają wtedy znaczenia diagnostycznego:
- zakażenia (np. gruźlica, wirusowe zapalenie wątroby, kiła, choroby pasożytnicze)
- nowotwory (np. rak sutka, rak gruczołu krokowego, białaczka, ziarnica złośliwa)
- choroby narządów wewnętrznych (zwłaszcza wątroby i płuc)
- choroby skóry (np. łuszczyca, liszaj płaski)
- po przeszczepach oraz implantach
- przy stosowaniu niektórych leków, zwłaszcza pochodnych hydralazyny
- ciąża
- podeszły wiek
- u osób zdrowych (ok. 5% zdrowej populacji ma ANA z mianem 1:160)

Samo stwierdzenie obecności ANA, bez obecności objawów klinicznych, również nie ma znaczenia diagnostycznego.
Miano badania ANA to stopień rozcieńczenia surowicy przy którym przeciwciała nie są już wykrywalne.
W razie stwierdzenia miana ANA rzędu 1:160 lub wyższego z objawami choroby tkanki łącznej, należy wykonać badania swoistości przeciwciał przeciwjądrowych i (w zależności od typu świecenia w badaniu IIF) oznaczyć, m.in.:
- anty-dsDNA - przeciwciała przeciw dwuniciowemu DNA ((ang.) double-stranded DNA)
- anty-ENA (skróty od Sm do La pochodzą od pierwszych liter nazwisk osób, u których wykryto je po raz pierwszy):
  - anty-Sm
  - anty-Jo-1
  - anty-Ro
  - anty-La
  - anty-ScL70 - przeciwciała przeciw topoizomerazie
  - anty-U1-RNP - przeciwciała przeciw rybonukleoproteinie U1